# Vällesån
Vällesån is een van de (relatief) kleine riviertjes/beekjes die het Zweedse eiland Gotland rijk is. 
De Vällesån ontwatert kleine moerassen in noordwest Gotland. Deze bevatten onvoldoende water om de rivier constant van water te voorzien, het is daarom in de loop der tijdens verworden tot een stroompje. Bewoners van het gebied moeten regelmatig maatregelen nemen om te voorkomen dat de rivier geheel droog komt te staan. De snoek wil er wel paaien, maar het is daarvoor eigenlijk ongeschikt geworden. Er zijn verhalen bekend dat bewoners de vissen handmatig naar de zee moesten brengen.
De rivier is genoemd naar de oude boerderij Välle.